# Vistən
Vistən è un comune dell'Azerbaigian situato nel distretto di Lerik. Conta una popolazione di 926 abitanti.